# باول هندرسون (منافس ألعاب قوى)
باول هندرسون (بالإنجليزية: Paul Henderson) هو منافس ألعاب قوى أسترالي، ولد في 13 مارس 1971 في Casino, New South Wales ‏ في أستراليا.

## وصلات خارجية
- باول هندرسون على موقع الاتحاد الدولي لألعاب القوى (الإنجليزية)
- باول هندرسون على موقع النتائج التاريخية لألعاب القوى الأسترالية (الإنجليزية)
- باول هندرسون على موقع أوليمبيديا (الإنجليزية)
- باول هندرسون على موقع اتحاد ألعاب الكومنولث (مؤرشف) (الإنجليزية)